# كريستوفر جودوين
كريستوفر جودوين (بالإنجليزية: Christopher Godwin)‏ هو ممثل بريطاني، ولد في 5 أغسطس 1943 في لوفبرا في المملكة المتحدة.

## وصلات خارجية
- كريستوفر جودوين على موقع IMDb (الإنجليزية)
- كريستوفر جودوين على موقع ميوزك برينز (الإنجليزية)
- كريستوفر جودوين على موقع قاعدة بيانات الفيلم (الإنجليزية)